# Phymaphora californica
Phymaphora californica es una especie de coleóptero de la familia Endomychidae.

## Distribución geográfica
Habita en California (Estados Unidos).